# ジェフリー・フリードマン
ジェフリー・M・フリードマン（Jeffrey M. Friedman, 1954年7月20日 - ）は、アメリカ合衆国の分子遺伝学者。現在はロックフェラー大学教授及びハワード・ヒューズ医学研究所の研究者である。

## 人物
フロリダ州オーランド出身。ニューヨーク州ナッソー郡で育つ。1973年レンセラー工科大学卒業後、1977年にオールバニ医科大学からMDを取得、1980年から翌年までコーネル大学メディカルスクールで博士研究員も務めた。1986年にロックフェラー大学で博士号を取得した後は、オールバニ医科大学病院で内科医として勤務した。
食欲と脂肪組織形成を制御するホルモンであるレプチンやレプチン受容体の発見とその生理作用を解明したことで知られる。

## 受賞歴
- 1996年 - ハインリッヒ・ヴィーラント賞
- 2005年 - ガードナー国際賞、パサノ賞
- 2007年 - ジェシー・スティーヴンソン・コヴァレンコ・メダル
- 2009年 - ショウ賞、慶應医学賞
- 2010年 - アルバート・ラスカー基礎医学研究賞、トムソン・ロイター引用栄誉賞
- 2013年 - キング・ファイサル国際賞
- 2019年 - ウルフ賞医学部門
- 2020年 - 生命科学ブレイクスルー賞
- 2024年 - アストゥリアス皇太子賞学術・技術研究部門

## 参照
1. ↑  Zhang, Y, Proenca, R, Maffei, M, Barone, M, Leopold, L, and Friedman, JM. Positional cloning of the mouse obese gene and its human homologue. Nature, 1994, 372: 425-432.